# Кастел Черато
Кастел Черато је насеље у Италији у округу Бергамо, региону Ломбардија.
Према процени из 2011. у насељу је живело 344 становника. Насеље се налази на надморској висини од 140 м.